# Колпаков, Павел Александрович
Павел Александрович Колпаков (род. 29 июля 1960 года, Запорожье) — украинский композитор, музыкальный деятель Украины.

## Биография
Павел Александрович Колпаков родился 29 июля 1960 года в Запорожье. С детства проявил музыкальные способности, играл на скрипке и фортепиано. Учился в детской музыкальной школе по классу скрипки, затем — в Запорожском музыкальном училище им. П. Майбороды. В 1983 году поступил в Киевскую консерваторию (ныне — Национальная музыкальная академия Украины имени П. И. Чайковского) по классу скрипки. Потом стал изучать композицию под руководством педагога Якова Губанова, ученика Дмитрия Шостаковича. В 1987 году перешёл учиться на композиторский факультет, в результате в 1991 году закончил консерваторию по специальности композиция.
По окончании учёбы преподавал теорию музыки в Киевском институте музыки им. Рейнгольда Глиэра и Национальной академии руководящих кадров культуры и искусств. Как композитор, долгое время сотрудничал с Киевским симфоническим оркестром и хором. С 2006 года является членом Национального союза композиторов Украины.
Павел Александрович Колпаков является автором произведений для симфонического оркестра, камерных ансамблей, сольных инструментов. Его симфонические произведения «Каприз» и «The Lost World» были записаны Национальной телерадиокомпанией Украины и вошли в Художественный фонд Украинского радио. Произведения Павла Колпакова исполнялись на международных фестивалях «Премьеры сезона», «Киев Мюзик Фест», «Киевские летние музыкальные вечера», Гогольфест. Композитор сотрудничает с рядом известных киевских музыкантов, среди которых певицы Елизавета Липитюк, Анна Коваль (сопрано), Татьяна Пиминова (меццо-сопрано), Игорь Ермак (флейта), Александр Авраменко, Артем Шестовський (кларнет), Александр Кошелев (гобой), Роман Фотуйма (саксофон), Янжима Морозова (скрипка), Жанна Марчинского (виолончель), пианисты Роман Репка, Николай Чикаренко, Роман Лопатинский и др.
В 2013 году Павел Колпаков стал основателем Киевского фестиваля камерной музыки «Sonor Continuus», главной идеей которого была популяризация мировой академической музыки ХХ и XXI веков. Концерты фестиваля проходили в течение года в зале Национального союза композиторов Украины. С 2017 года работает над проектом фестиваля современной музыки «Classical Jam».

## Основные произведения
- «Sonor Continuus», для симфонического оркестра (1991, незавершенный);
- «Caprice», для симфонического оркестра (2006);
- «The Lost World», для симфонического оркестра (2007);
- «Лабиринт», соло для кларнета;
- «Чакона», соло для скрипки;
- «Игра в бисер», соло для флейты;
- «Саванна», для скрипки и виолончели;
- «Галактика мечты», для саксофона и фортепиано;
- «Галактика мечты», для скрипки и фортепиано;
- «Cantus Firmus», для флейты, кларнета, скрипки и виолончели;
- «Удивительное видение», для сопрано (меццо-сопрано) и фортепиано на стихи Д. Хармса;
- «Удивительное видение», для сопрано, гобоя, кларнета, скрипки, виолончели и фортепиано на стихи Д. Хармса;
- «Танец теней», для бас-кларнета соло;
- «Песня вселенной», для октета духовых инструментов;
- Цикл «Звуковые скульптуры», для фортепиано (2017).